# Надвоицы (деревня)
Надво́ицы (карел. Vojačču) — деревня в составе Надвоицкого городского поселения Сегежского района Республики Карелия России.

## Общие сведения
Расположена на северо-западном берегу озера Выгозеро, которое является частью трассы Беломорско-Балтийского канала.

## История
1 сентября 1936 г. недалеко от деревни приземлился германский аэростат «Дойчланд», участвовавший в кубке Гордон-Бенетта. Колхозник из д. Надвоицы Алексей Кузнецов спас аэронавтов Кецке и Ломана и привёл их на станцию Надвоицы.
В деревне находится Братская могила китайских воинов-интернационалистов, погибших в 1919 г..

## Население
| 2002 | 2009 | 2010 | 2013 |
| ---- | ---- | ---- | ---- |
| 91   | ↘71  | ↘48  | ↘37  |